# Tumba de Hatshepsut en el acantilado
La tumba del acantilado de Hatshepsut, también conocida como tumba Uadi A-1, es la tumba excavada para ella como la Gran Esposa Real de Tutmosis II, faraón de la XVIII Dinastía. Se encuentra en el uadi Sikkat Taqet Zaid, al oeste del Valle de los Reyes, cerca de Luxor, Egipto. La tumba está excavada en una ranura en la pared vertical del acantilado de setenta metros, unos diez metros por encima del fondo del valle. Está inacabada, ya que el corte de la cámara funeraria nunca se completó. Aunque nunca se utilizó para un entierro, contenía un sarcófago con una inscripción para Hatshepsut como Gran Esposa Real. Originalmente encontrada por excavadores locales, la tumba fue excavada más tarde por Howard Carter en nombre del conde de Carnarvon en 1916. 

## Localización, descubrimiento y excavación
La tumba se encuentra en lo que el egiptólogo Howard Carter llamó una parte "remota y poco frecuentada" de la necrópolis tebana, en el uadi Sikkat Taqet Zaid, una rama del uadi Gabbanat el-Qurud, en el lado occidental de las colinas del Valle de los Reyes.  Esta zona, a veces llamada Uadi Occidental, a dos kilómetros del Valle de las Reinas, probablemente sirvió como cementerio para reinas, princesas y príncipes a inicios de la XVIII Dinastía. La tumba está excavada en una hendidura erosionada en la roca por el agua en la cabecera de un cauce estacional.

La tumba fue descubierta por los lugareños en octubre de 1916. En plena Primera Guerra Mundial, la reducción del número de funcionarios de antigüedades, combinada con la depresión económica de la guerra, provocó un aumento del robo de tumbas en el área de Tebas. Howard Carter relata que el descubrimiento de la tumba fue realizado por un grupo local, quienes, una vez que se difundió la noticia del hallazgo, fueron expulsados del lugar por una banda rival. Carter, que estaba de vacaciones en Luxor, fue abordado por los líderes locales y le pidieron que resolviera la situación. Cuando Carter y sus obreros llegaron a la tumba, encontraron a los ladrones todavía trabajando:
"Era medianoche cuando llegamos al lugar y el guía me señaló el extremo de una cuerda que colgaba verticalmente por la pared de un acantilado. Al escuchar, podíamos oír a los ladrones trabajando, así que primero corté su cuerda, cortando así sus medios de escape, y luego, haciéndome con una buena y resistente cuerda, bajé por el acantilado... Había ocho en el trabajo... Les di la alternativa de salir con mi cuerda o bien quedarse donde estaban sin ninguna cuerda, y finalmente entraron en razón y se fueron".
La tumba estaba completamente llena de escombros desgastados por el agua, a través de los cuales los lugareños habían cavado un túnel hasta una distancia de 29 m; el agujero sólo era lo suficientemente ancho para admitir a una sola persona, arrastrándose boca abajo.
La limpieza de la tumba por parte de Carter tomó veinte días, con obreros trabajando turnos de día y de noche. El acceso a la tumba se mejoró con un andamio de madera y una tarima saliente que permitió un ascenso más fácil desde el fondo del valle.

## Diseño y contenidos

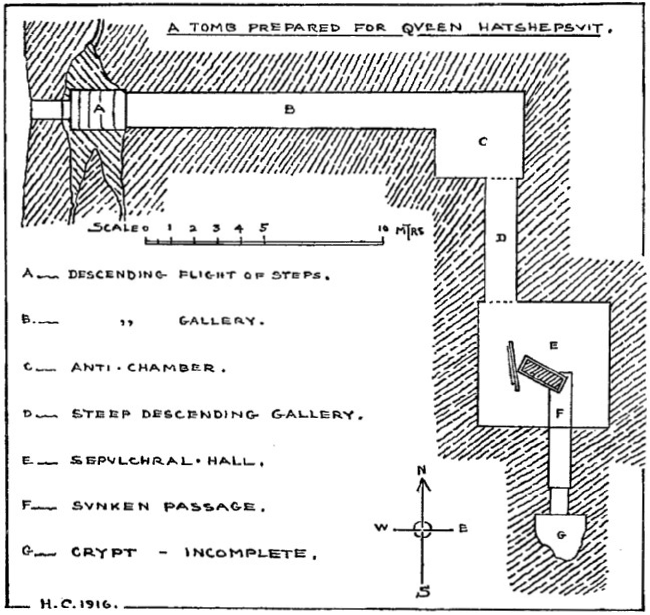
Planta de arriba hacia abajo de la tumba preparada para la reina Hatshepsut, dibujada por Howard Carter en 1916.

La tumba tiene una disposición sencilla, compuesta por una escalera de entrada que conduce a un pasillo descendente de 17 m de largo que se abre hacia la derecha a una antecámara cuadrada. Un corredor más empinado y corto conduce desde la antecámara a otra sala cuadrada más grande. En el centro del suelo de esta sala se abre un pasaje empinado que conduce a una habitación inacabada, presumiblemente destinada a ser la cámara funeraria.
El suelo de la sala cuadrada estaba cubierto de losas de piedra caliza que, según Carter, tenían la intención de formar un pedestal para el sarcófago o de sellar la tumba. Señaló la similitud entre estas losas y las encontradas en KV20 y KV38, donde estaban decoradas con escenas del Amduat. El único elemento significativo encontrado en la tumba fue un sarcófago de cuarcita amarilla de 2,99 m de largo destinado a la reina que estaba situado en la cámara final terminada. Tiene inscripciones con textos que nombran a Hatshepsut como Gran Esposa Real, entre otros títulos, lo que indica que fue anterior a su ascenso a regente y luego a reina faraón. La tapa rectangular del sarcófago, colocada al lado de este, está tallada con un cartucho largo que contiene una figura de Nut mirando hacia la izquierda y levantando los brazos para abrazar a la difunta; estaba rota en dos pedazos.